# Kathedrale von Vilnius

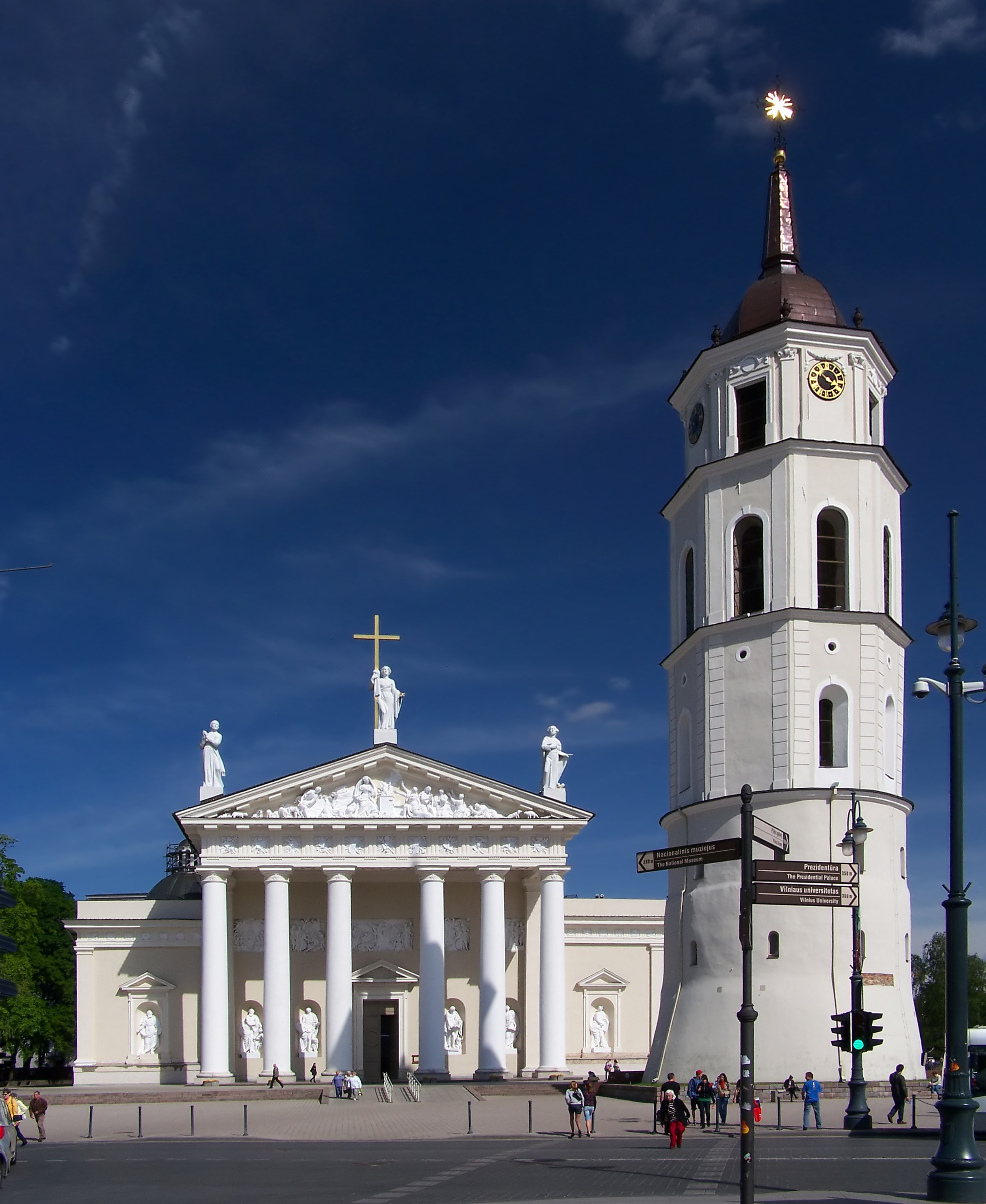
Kathedrale von Vilnius

Die Kathedrale von Vilnius (litauisch Vilniaus katedra), offiziell die Kathedralbasilika St. Stanislaus und Ladislaus zu Vilnius (litauisch Vilniaus Šv. Stanislovo ir Šv. Vladislovo arkikatedra bazilika), ist eine römisch-katholische Kathedrale in der litauischen Hauptstadt Vilnius. Sie befindet sich neben dem Großfürstlichen Schloss am Kathedralenplatz in der historischen Altstadt. 
Der heutige klassizistische Sakralbau entstand ab 1779 nach einem Entwurf von Laurynas Gucevičius und umfasst einen freistehenden Glockenturm. Die Kathedrale diente einst als Krönungskirche der Großfürsten von Litauen. Von Bedeutung ist auch die barocke Kapelle St. Kasimir mit ihrer reichen Ausstattung. Seit 1985 hat die Kathedrale des Erzbistums Vilnius den Rang einer Basilica minor.
In der Kathedrale finden unterschiedliche Konzerte und andere Musikveranstaltungen (Orgelfestivals, Sommerkonzertreihe „Vox organi Cathedralis“) statt.

## Geschichte

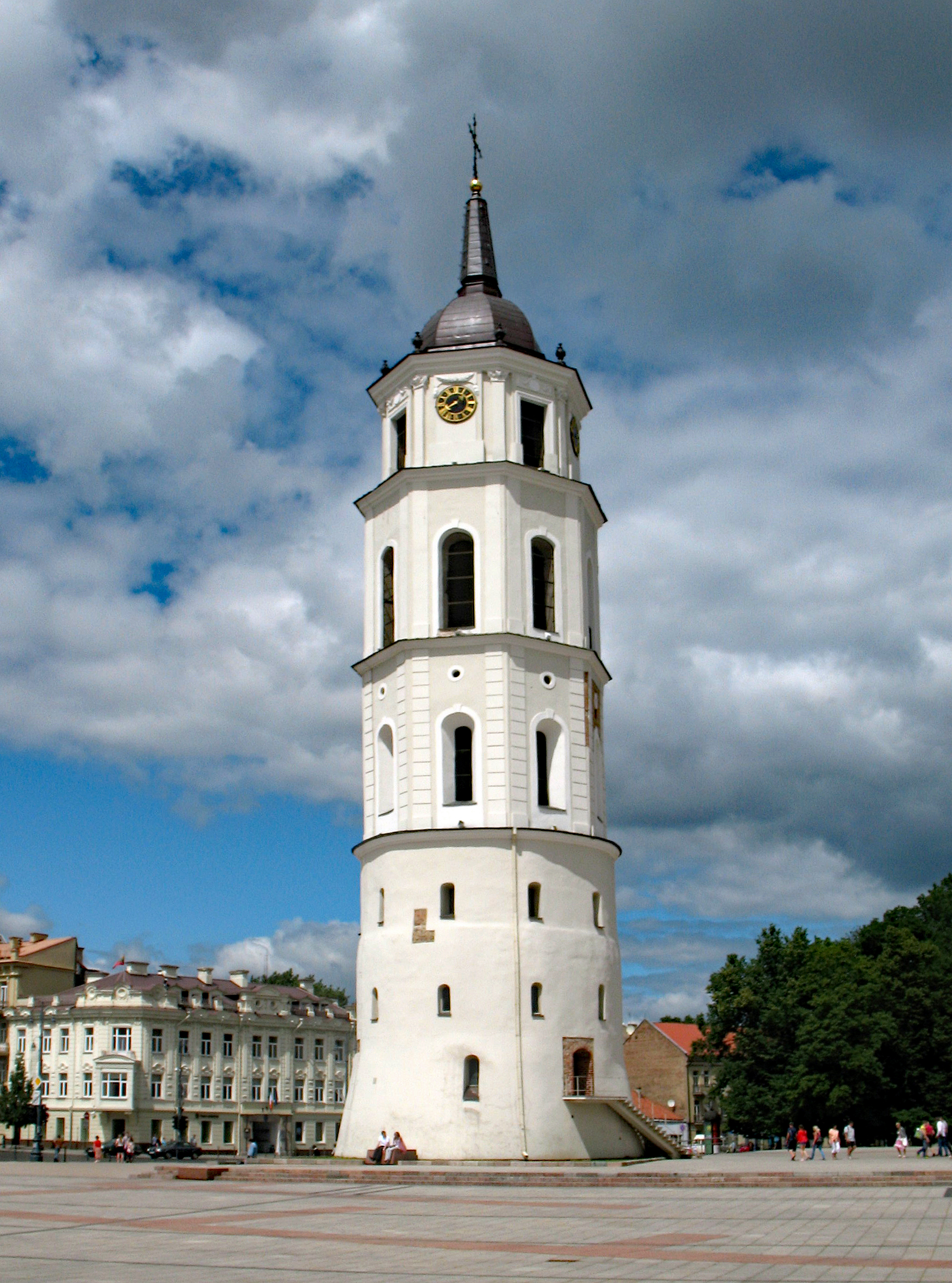
Der 52 Meter hohe, freistehende Glockenturm

Die Kathedrale in Vilnius kann als erste Kirche auf litauischem Boden angesehen werden, die wohl bereits zu Zeiten König Mindaugas im 13. Jahrhundert errichtet wurde. An ihrer Stelle befand sich seit frühesten Zeiten eine Siedlungsstätte und so ist die Kirche aufs Engste mit der litauischen Geschichte verknüpft. Mindaugas war 1251 aus politischen Gründen zum Christentum übergetreten und ließ aus diesem Anlass an Stelle einer heidnischen Kultstätte eine kleine gotische dreischiffige hölzerne Kirche auf quadratischem Grundriss mit einem Chor errichten. Ihre Überreste wurden Ende des 20. Jahrhunderts unter der heutigen Kirche gefunden. Nach Mindaugas’ Tod im Jahre 1263 übernahmen wieder heidnische Priester das Sagen, und unter dem Burgberg dürfte wieder ein heidnischer Tempel gestanden haben. Die tatsächliche Christianisierung Litauens erfolgte erst im ausgehenden 14. Jahrhundert, als sich Großfürst Jogaila taufen ließ, um die polnische Königskrone zu erhalten. Um die Ernsthaftigkeit seiner Taufe zu unterstreichen, ließ Jogaila 1387 erneut eine Kirche erbauen. Bereits im Folgejahr weihte Erzbischof Bodzanta aus Gnesen anlässlich der Ernennung Jogailas zum König von Polen die neue Kirche als Sitz des Bischofs von Vilnius. Gleichzeitig mit dem Bau der Kathedrale entstand eine Schule, die den theologischen Nachwuchs ausbilden sollte. Sie war damit die erste Schule in Litauen und bis zur Gründung des Jesuiten-Kollegs 1570 die wichtigste.
Gewidmet ist die Kirche dem Bischof Stanislaus von Krakau und dem König Ladislaus I. von Ungarn, zwei wichtigen Stützen und Heiligen der Katholischen Kirche im östlichen Mitteleuropa des 11. Jahrhunderts.
Jogailas Kirche brannte 1419 ab und Jogailas Vetter, Großfürst Vytautas, ließ eine neue gotische Hallenkirche errichten. Ihre Mauern bestimmen bis heute den Kirchenbau im Inneren. Im Verlauf des 15. und 16. Jahrhunderts wurden zu beiden Seiten Kapellen angebaut. Brände im 16. und 17. Jahrhundert führten zum Umbau im jeweils aktuellen Baustil, Renaissance (1534–1557) und Barock (1612–1632). Zur gleichen Zeit wurde die bedeutende Kasimir-Kapelle errichtet (1624–1636; s. u.). Der Krieg mit Moskau 1654–1657 hinterließ schwere Schäden an der Kathedrale, sodass 1666–1676 umfangreiche Innenarbeiten durchgeführt wurden. Ende des 17. Jahrhunderts erfolgte die Ausschmückung der Kasimir-Kapelle. 1769 stürzte durch Blitzschlag einer der beiden Kirchtürme ein, die beim barocken Umbau am Portal errichtet worden waren, und die Kirche musste geschlossen werden.
Das heutige klassizistische Aussehen geht auf das Projekt des litauischen Architekten Stuoka-Gucevičius zurück, das ab 1783 realisiert wurde. Nach 15 Jahren Bauzeit wurden die Arbeiten 1801 unter der Leitung des Architekten Michael Schulz abgeschlossen (Stuoka-Gucevičius war 1798 verstorben). Noch vor Abschluss der Arbeiten war allerdings das Bistum Vilnius nach der Eingliederung Litauens in das Russische Kaiserreich 1795–1798 aufgehoben und danach dem Erzbistum Mogiljow unterstellt worden. Bischöfe wurden an ihrer Amtsausübung gehindert und mit der Schließung der Universität verlor das Bistum sein Ausbildungszentrum. Als die Kasimir-Kirche nach dem polnisch-litauischen Aufstand 1831 in ein orthodoxes Gotteshaus umgewandelt wurde, kamen die Rokoko-Plastiken mit den Figuren litauischer Großfürsten, Heiliger und Apostel in die Nischen der Außenwände der Kathedrale.
Im Ersten Weltkrieg von den Deutschen geplündert, war die Kathedrale nach dem Krieg zwischen der polnischen und der litauischen Gemeinde umstritten. Mit der endgültigen Zuerkennung des Vilniusser Gebiets zu Polen gab es ab 1923 nur mehr polnischsprachige Gottesdienste. 1925 wurde die Kathedrale Sitz des neuen Erzbistums Vilnius, während die bei Litauen verbliebenen westlichen Gebiete des ehemaligen Bistums Vilnius das neue Bistum Kaišiadorys bildeten. Nachdem 1931 Risse in den Wänden entdeckt worden waren, erfolgten 1932–1939 umfangreiche Renovierungsarbeiten, bei denen auch eine neue Krypta unter der Kasimir-Kapelle angelegt wurde.
Nach dem Zweiten Weltkrieg wurde die Kathedrale von den sowjetischen Behörden 1949 geschlossen. Nach knapp drei Jahren Leerstand, während dessen mehrmals eingebrochen und Kunstgegenstände geraubt wurden, begann 1953 der Umbau in eine Kunstgalerie, die 1956 eröffnet wurde. Der Sarg des heiligen Kasimir war bereits 1953 in die Peter-und-Paul-Kirche überführt worden.
1989 wurde die Kathedrale an die katholische Kirche zurückgegeben und mit einem Gottesdienst am 5. Februar 1989 wieder geweiht. Am 3. März 1989, einen Tag vor seinem Namenstag, wurde der Sarg Kasimirs in einer feierlichen Prozession wieder aus der Peter-und-Paul-Kirche in die Kasimir-Kapelle gebracht.
Im Jahr 2000 erhielt die Kathedrale von Vilnius eine Reproduktion des Turiner Grabtuchs als Geschenk, welches in der „Kapelle des Turiner Grabtuches“ ausgestellt ist.
Im Dezember 2024 entdeckten Archäologen in einer zugemauerten Nische der Krypta mehrere lange verschollene Reichsinsignien des polnisch-litauischen Reiches, darunter Kronen, Zepter, Königsapfel und weiteren königlichen Schmuck.

## Architektur

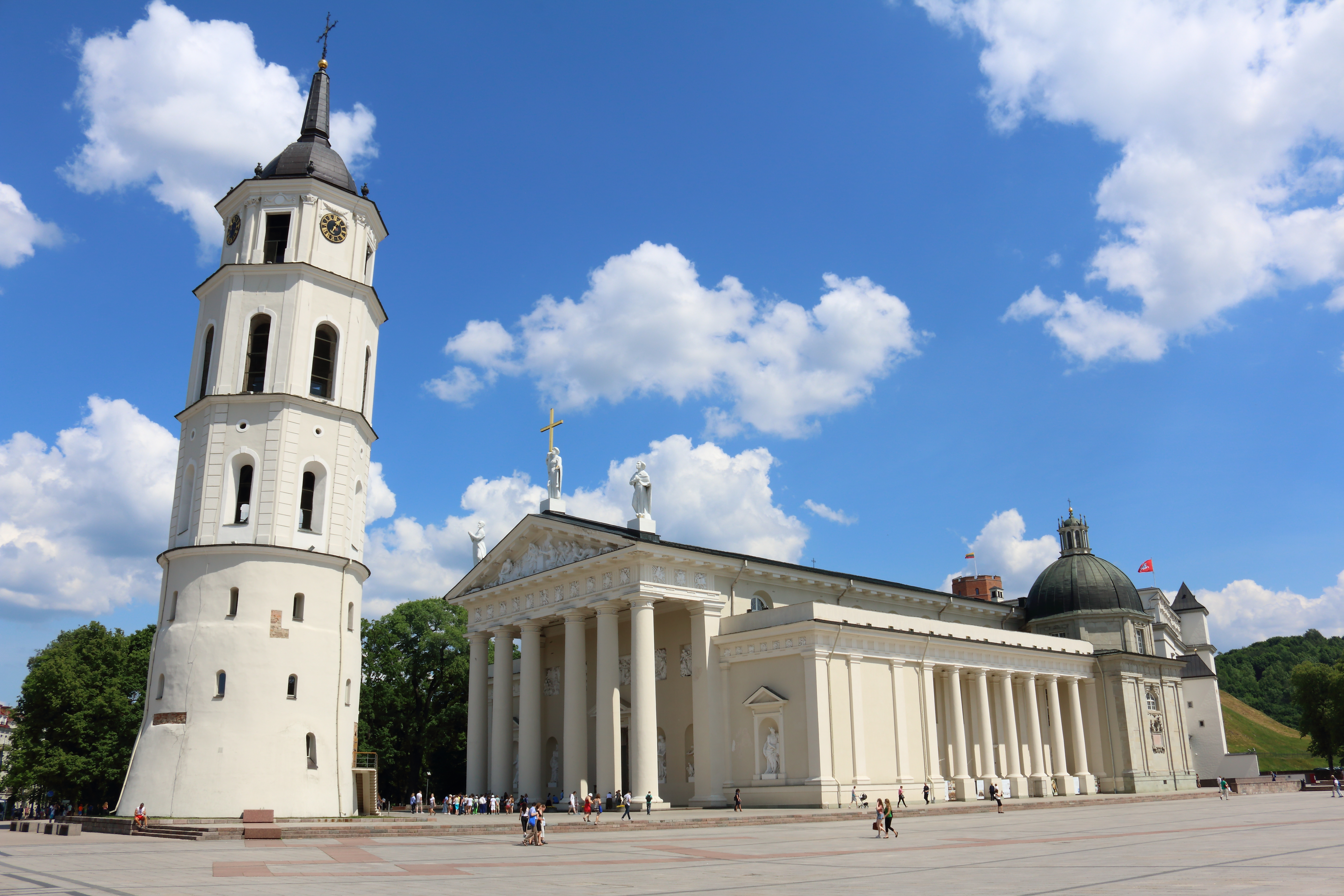
Außenansicht der Kathedrale

### Äußeres
Die Basilika geht in ihrer äußeren Gestalt auf einen Entwurf im klassizistischen Stil von Laurynas Gucevičius zurück und wurde 1801 fertiggestellt. Ihr Inneres geht jedoch auf die gotische dreischiffige Hallenkirche des 15. Jahrhunderts zurück. Der Glockenturm steht wie bei vielen Kirchen im Baltikum separat. Stuoka-Gucevičius versah das Äußere mit einem streng antiken Aussehen: gemäß der Dorischen Ordnung tragen mächtige glatte Säulen einen Triglyphen-Fries und das Portal schließt ein mächtiges Giebeldreieck ab. Das Relief im Giebeldreieck zeigt Noahs Dankopfer nach der Errettung vor der Sintflut. Die drei Plastiken auf dem Giebel wurden 1786–1792 vom Bildhauer Karol Jelski geschaffen und zeigen den heiligen Stanislaus (Schutzheiliger Polens; links), den heiligen Kasimir (Schutzheiliger Litauens; rechts) und die heilige Helena (Mitte). Sie wurden von den sowjetischen Machthabern 1950 zerstört. Nach langen Diskussionen wurde ihre Wiederaufstellung beschlossen, und seit 1997 stehen wieder Kopien auf dem Giebel.
An der linken Gebäudeseite wurde auf der Höhe des Chors eine der Kasimirkapelle baulich identische Sakristei angebaut, um der Kirche die im klassizistischen Entwurf angestrebte Symmetrie zu verleihen. Dabei wurde die Kasimir-Kapelle unverändert gelassen, so dass auch die Sakristei ein barockes Äußeres zeigt. Außerdem wurden die Grabkapellen aus dem 16. und 17. Jahrhundert mit einer einheitlichen Außenwand versehen, die Fenster nach unten hin vergrößert und um eine vorgestellte dorische Säulenreihe erweitert.

### Glockenturm
Der frei stehende Glockenturm war ursprünglich ein runder Verteidigungsturm der Unteren Burg aus der zweiten Hälfte des 14. Jahrhunderts. Die Schussluken an der Außenseite sind bis heute sichtbar. Seine Fundamente stehen mittlerweile 1,2 Meter tief im Erdboden. Es wird angenommen, dass er bereits im 15. Jahrhundert als Glockenturm diente und um ein achteckiges Geschoss im gotischen Stil erhöht wurde. Im 16. Jahrhundert wurde er um zwei weitere Geschosse erhöht (~1550 und 1598). Nach dem Brand von 1610 musste auch der beschädigte Glockenturm wiederhergestellt werden. Die Uhren stammen aus dem 17. Jahrhundert, die Haube von 1897. Aufgrund seines Alters und des weichen Untergrunds steht der Turm mittlerweile leicht schief. Heute hat er eine Höhe von 52 m (57 m mit Kreuz).

## Innenräume

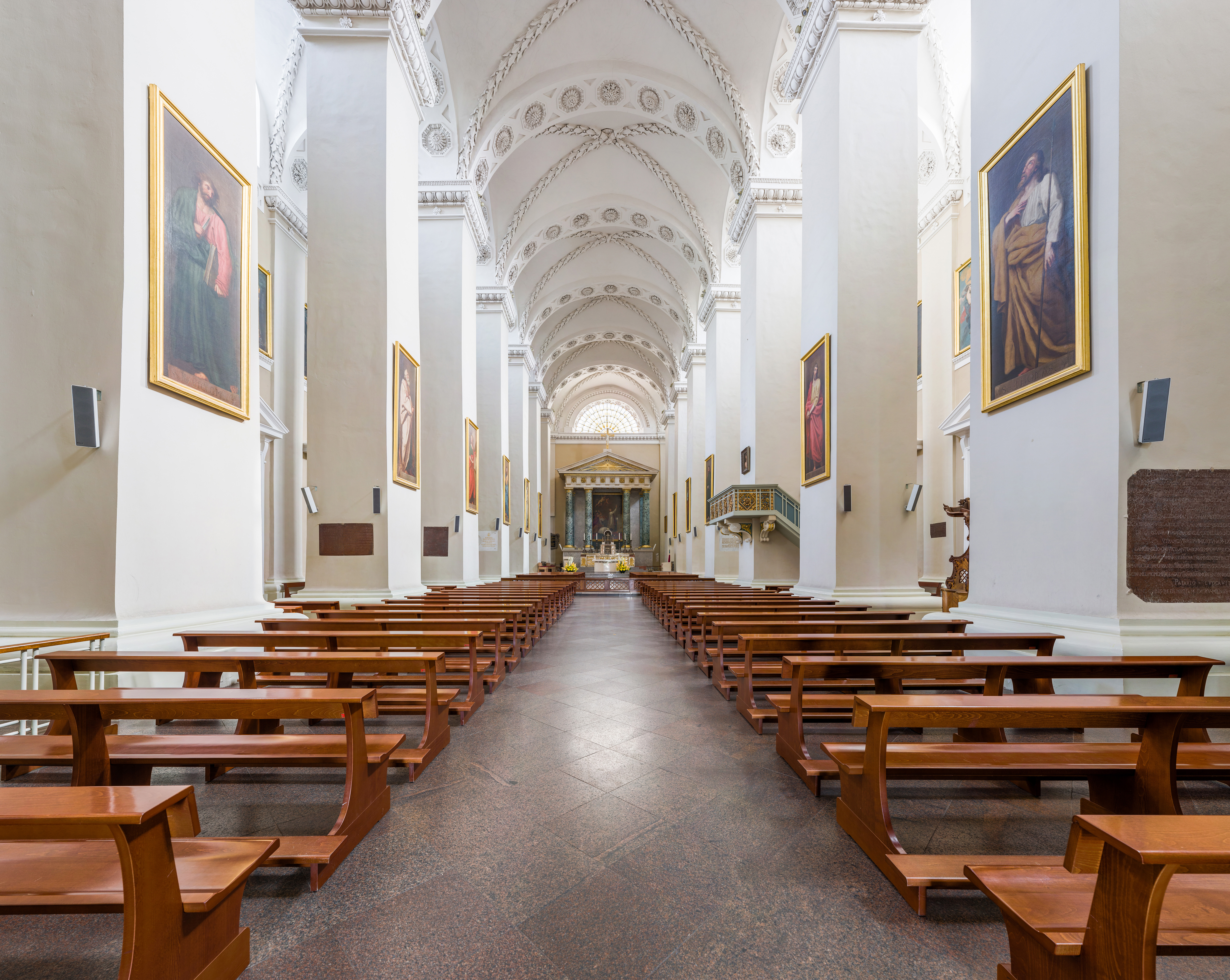
Innenansicht mit Blick zum Altar

Kopie des Turiner Grabtuches in der Kathedrale von Vilnius

Die klassizistische Prägung wird auch im Kircheninneren durchgezogen. Die auf die gotische dreischiffige Hallenkirche aus dem 15. Jahrhundert zurückgehenden Pfeiler wurden ebenso wie die Gewölbe mit klassischen Elementen versehen. Der Hauptaltar gleicht mit seinem von schwarz-grün gesprenkelten Marmorsäulen getragenen Fries und darüberliegendem Giebeldreieck der Dorischen Ordnung des Außenbaus. Das Bild in der Mitte über dem Altar stammt von Franciszek Smuglewicz (1797) und zeigt den Märtyrertod des heiligen Stanislaus. Auf dem Altar aus dem 18. Jahrhundert steht das Tabernakel, eine äußerst wertvolle Arbeit aus der Werkstatt des Augsburger Goldschmieds Matthias Walbaum von 1623/25. Die Reliefs auf den Türen zeigen Das Letzte Abendmahl und die Predigt im Ölgarten. Das Kruzifix auf dem Altar wird von den Figuren des heiligen Stanislaus und des heiligen Kasimir eingerahmt. 
Rechts des Hauptaltars wurde im frühen 16. Jahrhundert die so genannte „Bischofs-Kapelle“ angebaut. Ihr Name rührt von der Tatsache, dass unter ihrem Boden im weiteren Verlauf die Vilniusser Bischöfe bestattet wurden. Über dem Tabernakel, in dem heute das Allerheiligste aufbewahrt wird (daher heißt die Kapelle heute offiziell Kapelle des Allerheiligsten), hängt ein Bild von Gonzaga Nunez (1877). Die erste Kapelle links (nördlich) vom Eingang ist die Valavičius-Kapelle. In ihr waren bis 1604 die sterblichen Überreste des heiligen Kasimir aufbewahrt worden, sie hieß damals Königliche Kapelle. Bischof Valavičius ließ die Kapelle als seine Grabstätte herrichten. Die Stuckarbeiten zeigen unter anderem die vier Evangelisten, die vier Fresken an der Decke die vier wichtigsten Stationen aus dem Leben Marias: Verkündigung, Heimsuchung, Himmelfahrt und Krönung. Die Grabplatte des Bischofs (1572–1630) befindet sich an der rechten Seitenwand.
An den Wänden der Seitenschiffe der Kathedrale hängen beiderseits 16 Gemälde aus der Hand von Constantino Villani aus der zweiten Hälfte des 18. Jahrhunderts, die Szenen aus dem Neuen Testament (Nordseite) und Szenen aus dem Alten Testament (Südseite) gegenüberstellen. Die Gemälde an der Altarseite (Speisung der Fünftausend und Das Opfer des Melchisedech 1785) sowie das Bild Petrus tauft den Soldaten im Gefängnis (1801) stammen von Franciszek Smuglewicz, ebenso wie die Apostel-Darstellungen zwischen den Pfeilern im Mittelschiff (1785).

## Krönungs- und Grabstätte
In der Kathedrale erfolgten seit Vytautas (1401) bis zu Zeiten Sigismund II. August (1529) die Krönungen der litauischen Großfürsten. Ebenso wurden hier die Leichname bedeutender litauischer Staatsmänner und Adliger, ihrer Gemahlinnen, sowie kirchlicher Würdenträger beigesetzt. Es wird vermutet, dass auch die heimliche Heirat Sigismund II. August mit Barbara Radziwiłł 1547 in der Kathedrale stattgefunden hat. Die erste Grabkapelle stiftete sich der erste Bischof von Vilnius, Andrej Vasila, im Jahr 1397. Bei Grabungen wurde 1985 eine Krypta frei gelegt, die als einzige mit Wandmalereien ausgestattet war. Sie könnte die Grabstätte Vytautas’ gewesen sein. Das erhaltene Fragment zeigt Jesus am Kreuz, mit Maria und Johannes zu seiner Seite, und ist das älteste überlieferte Zeugnis der Wandmalerei in Litauen.
Über die folgenden Jahrhunderte hinweg wurden immer neue Kapellen an die Kathedrale angebaut bzw. später umgebaut. Stuoka-Gucevičius bemühte sich, in seinem auf Symmetrie angelegten Entwurf, die Kapellen in eine Ordnung zu bringen. Seitdem gibt es in der Kathedrale 11 Kapellen, darunter als älteste die Valavičius- (erste Kapelle auf der linken Seite), deren Mauern aus der Renaissancezeit überdauert haben, und die berühmte Kasimir-Kapelle (s. u.).
Bei Grabungen unter der Kirche fand man 1931 Gräber und legte 1932 bis 1939 unter der Kasimir-Kapelle eine neue Gruft an, in der folgende Personen beigesetzt sind:
- Alexander der Jagiellone (1461–1506), König von Polen und Großfürst von Litauen
- Elisabeth von Österreich (1526–1545) und Barbara Radziwiłł (1520–1551), die ersten beiden Frauen Sigismund II. August, König von Polen und Großfürst von Litauen
- sowie in einer Urne das Herz von Władysław IV. Wasa (1595–1648), König von Polen und Großfürst von Litauen

Des Weiteren ist die Kathedrale Grabstätte von (unter anderen):
- Vytautas (1350–1430), genannt der Große, Großfürst von Litauen, und seiner zweiten Ehefrau Anna Swjatoslawna
- Žygimantas Kęstutaitis (~1365–1440), Bruder Vytautas’ und Großfürst von Litauen (1432 bis 1440)
- Švitrigaila (~1370–1452), Bruder Jogailas und Großfürst von Litauen (1430 bis 1432)
- Kasimir (1458–1484), Sohn Kasimir IV. Jagiełło, König von Polen
- Sigismund der Alte (1467–1548), König von Polen und Großfürst von Litauen
- Albrecht Goštautas (1480–1539), Kanzler Litauens (1522 bis 1539)
- Bischof Valerijonas Protasevičius (?–1580), Bischof von Vilnius

### Kasimir-Kapelle

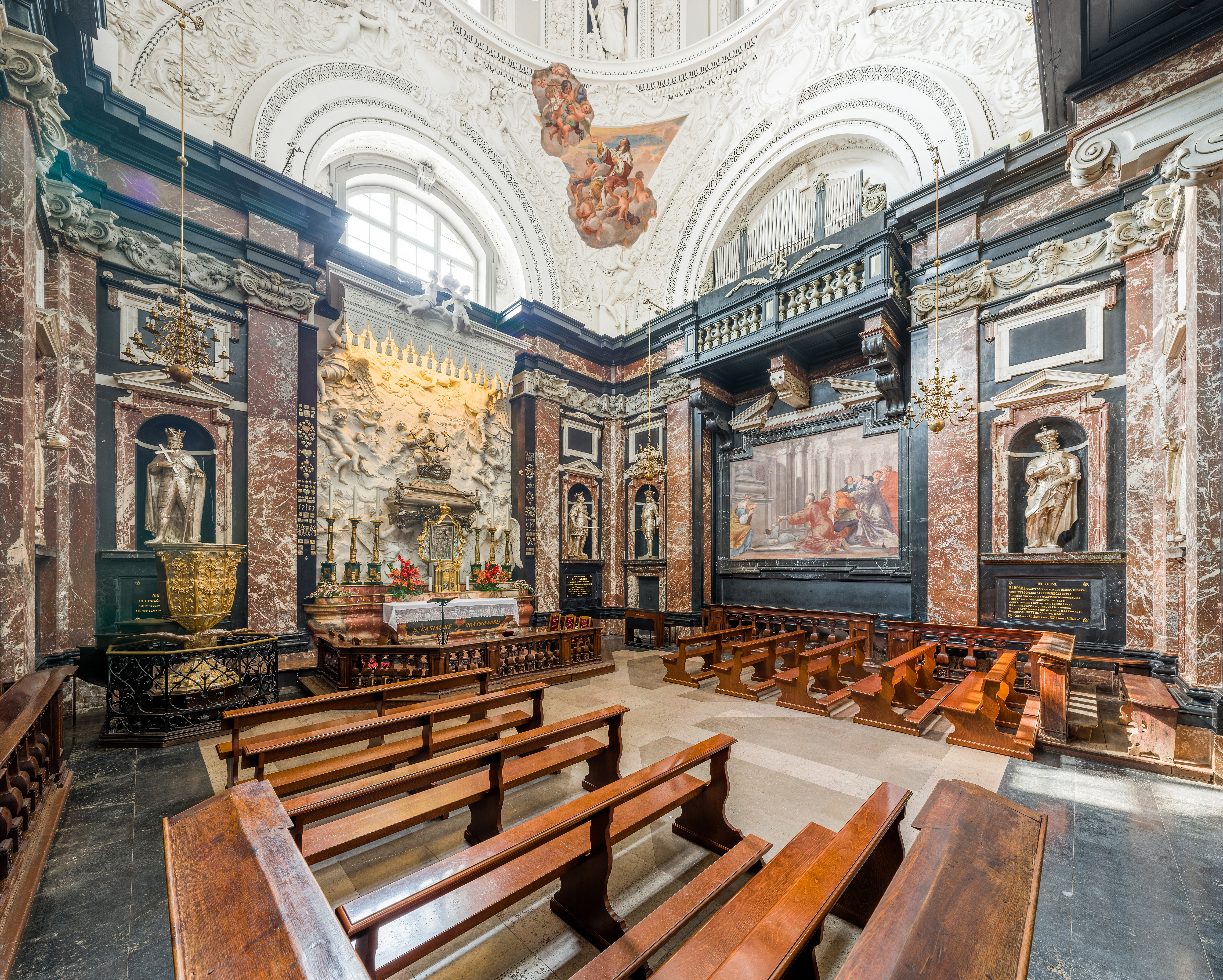
Innenraum der Kasimirkapelle

Die Kasimir-Kapelle wurde in den Jahren 1624 bis 1636 auf Initiative der polnischen Könige Sigismund III. Wasa und seines Sohnes Władysław IV. Wasa gebaut. Zu Beginn des 17. Jahrhunderts hatte die Verehrung des heiligen Kasimir neue Höhen erreicht. Kasimir war bereits 1521, weniger als 40 Jahre nach seinem Tod, heiliggesprochen worden und schon 1501 hatte Papst Alexander VI. den Besuch seiner Grabstätte in der Kathedrale mit dem Erlass aller Sünden verbunden (lit.). 1603 wurde dann anlässlich der Bestätigung seiner Heiligsprechung sein Sarg geöffnet und sein unversehrter Leichnam vorgefunden, was die Anziehungskraft noch steigerte. Kasimir war in der Bevölkerung beliebt als Verkörperung des selbstlosen, gerechten und genügsamen Herrschers. Entsprechend wird dies in der Ausschmückung der Kapelle zur Geltung gebracht.
Die Kapelle steht auf quadratischem Grundriss und wird von einer achteckigen an ihrer Spitze vergoldeten Kuppel gekrönt. Sie wurde aus wertvollem Sandstein aus Schweden errichtet und mit rotem und schwarzem Marmor ausgekleidet. Sie ist in ihrem Inneren auf Arbeiten in der zweiten Hälfte des 17. Jahrhunderts zurückzuführen, die nach den Verwüstungen durch die russische Besatzung der Stadt 1655 bis 1660 durchgeführt wurden. In ihrer Verbindung von wertvollen Marmorwänden, Fresken und halbplastischen Stuckverzierungen weist sie starke Parallelen zur Klosterkirche in Pažaislis und zur Peter-und-Paul-Kirche in Vilnius auf, die Künstler waren die gleichen. Die Fresken malte Michelangelo Palloni (1691–1692), die die Malereien einfassenden Stuckarbeiten stammen von Pietro Perti.
Die Fresken zeigen das „Wunder am Sarg des heiligen Kasimir“ (rechte Seite) und die „Öffnung des Sargs des heiligen Kasimir“ (linke Seite). Die Deckengemälde zeigen über dem Altar Kasimir, der von einem Engel Kreuz und Lilie erhält und die Lobeshymne Omni die dic Mariae singt, sowie über dem Eingang Kasimirs Kampf mit der Versuchung und seinen Sieg über die Versuchung. Letztere beide Gemälde stammen aus der Hand Franciszek Smuglewicz' (1797).
Der Leichnam Kasimirs ist in einem aufwändig gearbeiteten silbernen Sarg aufbewahrt, der bis 1747 fertiggestellt wurde. Die auf ihm thronende Figur des heiligen Kasimir stammt vom früheren Sarg. Der Sarg steht über dem Altar der Kapelle, den ein mit Silber ausgeschlagenes Bild des Heiligen ziert, das von der Bemalung nur mehr drei Hände frei gibt. Das Gemälde geht etwa auf 1520 zurück und wurde 1594 erneuert. Eventuell wurde damals versucht, die Stellung der rechten Hand, in der Kasimir Lilien (Symbol der Keuschheit und Attribut Marias) hält, zu verändern. Diese Übermalung jedoch zeigte sich wieder und wurde kurzerhand zum Wunder erklärt. Die Silberbeschlagung wird zeitlich mit der Aufbahrung des heiligen Kasimir in der fertiggestellten Kapelle in Verbindung gebracht (1636).
In den Nischen stehen die versilberten Figuren unbekannter Herrscher. Sie stammen wohl aus der ersten Hälfte des 18. Jahrhunderts und werden erstmals 1755 erwähnt. Ihre Herkunft ist unbekannt.

## Orgel

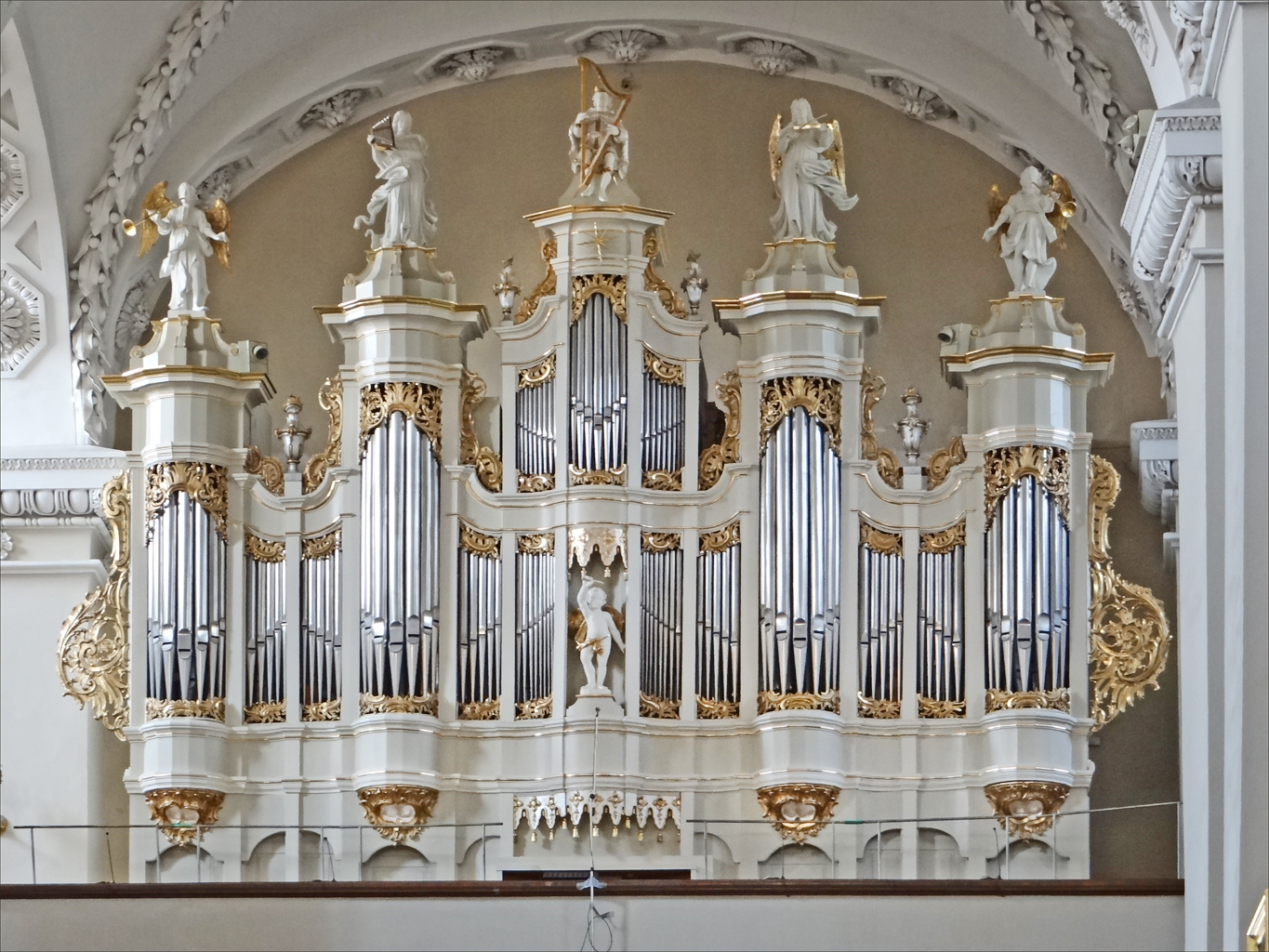
Prospekt der Hauptorgel von 1858

Die erste Orgel wurde 1780 von dem Orgelbauer Nicolaus Jentzen erbaut. 1783 und 1858 wurde der Prospekt dieses Instruments erweitert; 1885 wurde die Orgel durch Jozef Rodowicz umgebaut. Das heutige Instrument wurde 1969 von Alexander Schuke (Potsdam) in dem Gehäuse von 1858 erbaut.
| I Hauptwerk C–g3    |        |
| Bordun              | 16′    |
| Prinzipal           | 08′    |
| Rohrflöte           | 08′    |
| Gamba               | 08′    |
| Oktave              | 04′    |
| Hohlflöte           | 04′    |
| Quinte              | 02 ⁄3′ |
| Oktave              | 02′    |
| Cornett III–V       |        |
| Großmixtur VI–VII 0 |        |
| Kleinmixtur IV      |        |
| Trompete            | 16′    |
| Trompete            | 08′    |

| II Manual C–g3    |        |
| Quintadena        | 16′    |
| Prinzipal         | 08′    |
| Koppelflöte       | 08′    |
| Salizional        | 08′    |
| Oktave            | 04′    |
| Holzflöte         | 04′    |
| Dulzflöte         | 04′    |
| Sesquialtera II 0 |        |
| Waldflöte         | 02′    |
| Nassat            | 01 ⁄3′ |
| Mixtur V          |        |
| Zimbel III        |        |
| Bombarde          | 16′    |
| Schalmei          | 08′    |
| Tremulant         |        |

| III Manual C–g3 |        |
| Gedackt         | 8′     |
| Quintadena      | 8′     |
| Prinzipal       | 4′     |
| Rohrflöte       | 4′     |
| Oktave          | 2′     |
| Terz            | 1 3⁄5′ |
| Quinte          | 1 ⁄3′  |
| Oktave          | 1′     |
| Scharff IV      |        |
| Vox humana      | 8′     |
| Tremulant       |        |

| Pedal C–f1   |     |
| Untersatz    | 32′ |
| Prinzipal    | 16′ |
| Subbaß       | 16′ |
| Prinzipal    | 08′ |
| Gedacktbaß 0 | 08′ |
| Oktave       | 04′ |
| Bauernflöte  | 02′ |
| Baßzink III  |     |
| Mixtur VI    |     |
| Posaune      | 16′ |
| Trompete     | 08′ |
| Clairon      | 04′ |